# Gurihiru
Gurihiru é uma equipe japonesa de ilustração/quadrinhos localizado em Sapporo, Hokkaidō, Japão. O estúdio é formado pela dupla Chifuyu Sasaki e Naoko Kawano.
As duas mulheres são formadas em escolas de arte que trabalharam como web designer e recepcionista de museus de arte antes de trabalhar em quadrinhos. Depois de entrar em uma competição de mangá, eles foram aconselhados a contatar as editoras de quadrinhos americano, e desde então eles ilustraram muitos quadrinhos americanos e graphic novels.

## Trabalhos
A dupla trabalhou em vários títulos da Marvel Comics, como Power Pack, Quarteto Fantástico, Gus Beezer e Homem Aranha, e The Unbelievable Gwenpool. Elas também trabalharam na série de quadrinhos de Avatar: The Last Airbender, começando em 2012  em "The Promise" e terminando em 2017 com "North and South".